# West Harting
West Harting – osada w Anglii, w hrabstwie West Sussex, w dystrykcie Chichester. Leży 19 km na północny zachód od miasta Chichester i 79 km na południowy zachód od Londynu. Miejscowość liczy ok. 100 mieszkańców.